# Bart (voornaam)
Bart is een jongensnaam. 
De Germaanse naam Bart is verwant aan Bert en betekent sprankelend of glanzend. 
Bart wordt daarnaast gebruikt als afgekorte vorm van de Bijbelse naam Bartolomeüs of Bartimeüs. Bartolomeüs was een van de apostelen, zijn naam betekent 'zoon van de vore'. Wellicht is dat een bloemrijke uitdrukking voor iemand die het beroep van ploeger uitoefende. Bartimeüs was een blinde bedelaar die door Jezus genezen werd.
Varianten zijn:
- Barre
- Bartel
- Barteld of Bartelt
- Barten
- Bartho
- Bartina
- Bartje
- Bartus

## Bekende personen met de voornaam Bart

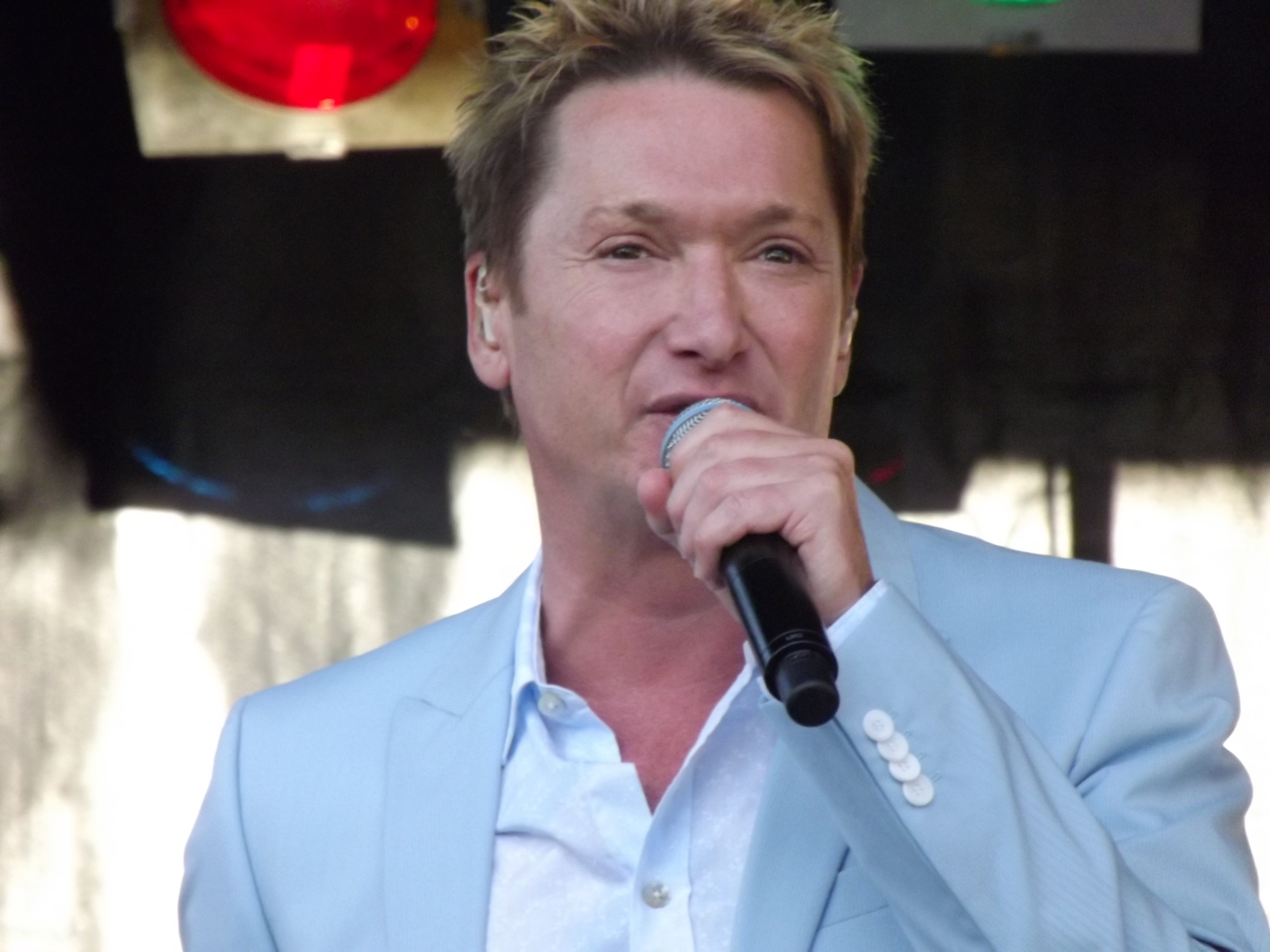
Bart Kaëll

- Bart Brouwers (1960), Nederlandse journalist
- Bart Brentjens (1968),  Nederlands wielrenner
- Bart Chabot (1954), Nederlands schrijver, dichter en theatermaker.
- Bart Croughs, Nederlands filosoof en publicist
- Bart Dockx (1981), Belgisch wielrenner
- Bart De Pauw (1968), Belgisch televisiemaker
- Bart De Wever (1970), Vlaams politicus
- Bart Goor (1973), Belgische voetballer
- Bart de Graaff (1967-2002), Nederlands programmamaker en televisiebaas
- Bart Kaëll (1960), Belgische zanger
- Bart Laeremans (1966), Belgisch politicus
- Bart Latuheru (1965), Nederlands voetballer
- Bart Leysen (1969), Belgisch wielrenner
- Bart Meijer (1982), Nederlands presentator
- Bart Moeyaert (1964), Belgisch schrijver
- Bart Peeters (1959), Belgisch zanger, drummer, presentator en acteur
- Bart Preneel (1963), Belgisch wetenschapper
- Bart Somers (1964), Belgisch politicus
- Bart Staes (1958), Belgisch politicus
- Bart Swings (1991), Belgisch inline-skater en langebaanschaatser
- Bart Van den Bossche (1964-2013), Vlaamse zanger en presentator
- Bart van Hintum (1987) voetballer bij PEC Zwolle
- Bart van Winsen (1943), Nederlands politicus
- Bart van Leeuwen (1954), Nederlands diskjockey
- Bart Veldkamp (1967), Nederlands-Belgisch schaatser
- Bart Vos (1955), Nederlandse bergbeklimmer
- Bart Voskamp (1968), Nederlands wielrenner
- Bart Wellens (1978), Belgisch veldrijder
- Bart Zoet (1942-1992), Nederlands wielrenner

## In de cultuur
- Bartje Bartels, de hoofdfiguur in de streekromans van Anne de Vries, in 1972 verfilmd door Willy van Hemert voor de NCRV
- Bart Simpson, tekenfilmfiguur sinds 1987
- Bart Smit, winkelketen